# What Shall We Do Now?
What Shall We Do Now? è un brano dei Pink Floyd, scritto da Roger Waters.
Il brano avrebbe dovuto essere incluso nell'album The Wall, pubblicato nel 1979, ed è presente nelle demo dell'album, ma fu scartato per una decisione dell'ultimo momento del gruppo. Al suo posto fu inserito Empty Spaces.
What Shall We Do Now? veniva eseguito nei concerti dal vivo di The Wall, infatti è incluso nell'album registrato dal vivo Is There Anybody Out There? The Wall Live 1980-81. Fu anche eseguito nel concerto di Waters The Wall - Live in Berlin, nel 1990 e nel suo più recente tour mondiale The Wall Live (2010-2013).

## Composizione
La durata della canzone è di 1 minuto e 40 secondi. L'introduzione della canzone consiste in una lenta e sinistra progressione molto simile a quella di Empty Spaces che, però, ha durata e testo diversi. Infatti, dove Empty Spaces finisce e introduce Young Lust, What Shall We Do Now? esplode in un energico rock. La versione originale della canzone è udibile solo all'interno del film , mentre quella presente nelle registrazioni è una versione riadattata.

## Versione Video
Nel film Pink Floyd The Wall il filmato consiste in una serie di animazioni create da Gerald Scarfe.
Alcuni fan credono che What Shall We Do Now? sia una versione estesa di Empty Spaces, registrata appositamente per il film con l'intento di approfondire le cause del disagio mentale di Pink. In realtà, la situazione è ben diversa: è stato lo stesso Waters, durante un'intervista del 1979 con Tommy Vance, a chiarire l'equivoco, rivelando che il brano fu letteralmente tagliato per motivi tecnici, in particolare perché lo spazio disponibile sull'LP era ormai esaurito.